# Arline Judge
Arline Judge, född 21 februari 1912 i Bridgeport, Connecticut, död 7 februari 1974 i Hollywood, Kalifornien, var en amerikansk skådespelare. Judge medverkade i runt 50 Hollywoodfilmer, de flesta var b-filmer. Hon var gift sju gånger; hennes första man var regissören Wesley Ruggles.

## Filmografi i urval
- 1934 – Telefonmysteriet
- 1936 – Skridskoprinsessan
- 1936 – King of Burlesque
- 1942 – Som jag behagar
- 1946 – Det här är livet
- 1947 – Åh, en sån onsdag